# Széchenyi Alapok Zrt.
A Széchenyi Alapok Zrt. (korábban Széchenyi Tőkealap-kezelő Zrt.) a Rudolf Kalman Óbudai Egyetemért Alapítvány 100 százalékos tulajdonában lévő gazdasági társaság. Az alapkezelő teljes jogú tagja a Magyar Kockázati- és Magántőke Egyesületnek (HVCA). A társaság deklarált feladata, hogy kockázati tőkealapjain keresztül tőkeforrást fektessen be növekedési potenciállal rendelkező magyar kis- és középvállalkozásokba, illetve 2019 óta nagyobb vállalatokba is. 
2011 óta a Széchenyi Alapok összesen több mint 130 vállalkozásba fektetett kockázati tőkét. 

## Története
A 100 százalékos alapítványi tulajdonban álló Széchenyi Alapok Zrt.-t (korábban Széchenyi Tőkealap-kezelő Zrt., előtte Regionális Tőkealap-kezelő Zrt.) 2009-ben alapították, jelenlegi nevét 2021-től viseli, jelenlegi formában ekkor kezdte meg működését. Az alapkezelő feladata kezdetben a magyar kis- és középvállalkozások tőkéhez juttatása a cégek legfeljebb 49 százalékos tulajdonrésze ellenében. A 2019-es stratégiaváltást követően nagyobb vállalatok, bankok és más alapok is bekerültek a lehetséges befektetési célpontok közé. 
Üzleti tevékenysége 2011 júniusában, a Széchenyi Tőkebefektetési Alap (SZTA) megalapítását követően indult el összesen 14 milliárd forint értékű, 85 százalékban az Európai Regionális Fejlesztési Alap, 15 százalékban a magyar költségvetés forrásaiból származó tőkekerettel, amellyel a hét magyarországi régióban tevékenykedő vállalkozásokat egyenlő arányban támogathatta. Első tőkebefektetését 2012 márciusában valósította meg, és fennállásának első 10 éve alatt 56 milliárd forintot fektetett be 130 vállalkozásba.
A munkaszervezet működése megfelel a piaci feltételeknek, amely az Európai Bizottság részéről elvárás, és amelyet – a 2007-13-as EU-költségvetési időszak egyedüli hazai kezdeményezésű pénzügyi eszközök programjaként – az SA.32825 (2012/N) egyedi engedélye visszaigazolt.